# Duga Luka (Serbia)
Duga Luka (cyr. Дуга Лука) – wieś w Serbii, w okręgu pczyńskim, w mieście Vranje. W 2011 roku liczyła 123 mieszkańców.